# Seznam polkov Kraljeve italijanske kopenske vojske
Seznam polkov Kraljeve italijanske kopenske vojske.

## Alpinski
1. - 
2. - 
3. - 
4. - 
5. - 
6. - 
7. - 
8. - 
9. - 
11. - 
12.

## Bersaljerski
1. - 
2. - 
3. - 
4. - 
5. - 
6. - 
7. - 
8. - 
9. - 
10. - 
11. - 
12. - 
13. - 
14. - 
15. - 
16. - 
17. - 
18. - 
19. - 
20. - 
21. - 
22.

## Grenadirski
1. - 
2. - 
3. - 
4. - 
5. - 
6. - 
7. - 
8. - 
9. - 
10. - 
11. - 

## Konjeniški
1. - 
2. - 
3. - 
4. - 
5. - 
6. - 
7. - 
8. - 
9. - 
10. - 
11. - 
12. - 
13. - 
14. - 
15. - 
16. - 
17. - 
18. - 
19. - 
20. - 
21. - 
22. - 
23. - 
24. - 
25. - 
26. - 
27. - 
28. - 
29. - 
30. - 
Dragonski konjeniški polk

## Oklepni
1. - 
2. - 
3. - 
4. - 
31. - 
32. - 
33. - 
131. - 
132. - 
133.

## Pehotni
1. - 
2. - 
3. - 
4. - 
5. - 
6. - 
7. - 
8. - 
9. - 
10. - 
11. - 
12. - 
13. - 
14. - 
15. - 
16. - 
17. - 
18. - 
19. - 
20. - 
21. - 
22. - 
23. - 
24. - 
25. - 
26. - 
27. - 
28. - 
29. - 
30. - 
31. - 
32. - 
33. - 
34. - 
35. - 
36. - 
37. - 
38. - 
39. - 
40. - 
41. - 
42. - 
43. - 
44. - 
45. - 
46. - 
47. - 
48. - 
49. - 
50. - 
51. - 
52. - 
53. - 
54. - 
55. - 
56. - 
57. - 
58. - 
59. - 
60. - 
61. - 
62. - 
63. - 
64. - 
65. - 
66. - 
67. - 
68. - 
69. - 
70. - 
71. - 
72. - 
73. - 
74. - 
75. - 
76. - 
77. - 
78. - 
79. - 
80. - 
81. - 
82. - 
83. - 
84. - 
85. - 
86. - 
87. - 
88. - 
89. - 
90. - 
91. - 
92. - 
93. - 
94. - 
95. - 
96. - 
97. - 
98. - 
99. - 
100. - 
111. - 
112. - 
113. - 
114. - 
115. - 
116. - 
117. - 
118. - 
119. - 
120. - 
121. - 
122. - 
123. - 
124. - 
125. - 
126. - 
127. - 
128. - 
129. - 
130. - 
131. - 
132. - 
133. - 
134. - 
135. - 
136. - 
137. - 
138. - 
139. - 
140. - 
141. - 
142. - 
143. - 
144. - 
145. - 
146. - 
147. - 
148. - 
149. - 
150. - 
151. - 
152. - 
153. - 
154. - 
155. - 
156. - 
157. - 
158. - 
159. - 
160. - 
161. - 
162. - 
163. - 
164. - 
165. - 
182. - 
200. - 
201. - 
202. - 
203. - 
204. - 
205. - 
206. - 
207. - 
208. - 
209. - 
210. - 
211. - 
212. - 
213. - 
214. - 
215. - 
216. - 
217. - 
218. - 
219. - 
220. - 
221. - 
222. - 
223. - 
224. - 
225. - 
226. - 
227. - 
228. - 
229. - 
230. - 
231. - 
232. - 
233. - 
234. - 
235. - 
236. - 
237. - 
238. - 
239. - 
240. - 
241. - 
242. - 
243. - 
244. - 
245. - 
246. - 
247. - 
248. - 
249. - 
250. - 
251. - 
252. - 
253. - 
254. - 
255. - 
256. - 
257. - 
258. - 
259. - 
260. - 
261. - 
262. - 
263. - 
264. - 
265. - 
266. - 
267. - 
268. - 
269. - 
270. - 
271. - 
272. - 
273. - 
274. - 
275. - 
276. - 
277. - 
278. - 
279. - 
280. - 
281. - 
282. - 
291. - 
292. - 
303. - 
309. - 
311. - 
313. - 
317. - 
321. - 
331. - 
336. - 
340. - 
341. - 
343. - 
350. - 
359. - 
363. - 
383. - 
387. - 

## Drugi
- Polk lagunarjev Serenissima